# Melanodolius melanarius
Melanodolius melanarius är en stekelart som först beskrevs av Cameron 1911.  Melanodolius melanarius ingår i släktet Melanodolius och familjen brokparasitsteklar. Inga underarter finns listade i Catalogue of Life.